# Trypeta fujianica
Trypeta fujianica är en tvåvingeart som beskrevs av Wang 1996. Trypeta fujianica ingår i släktet Trypeta och familjen borrflugor. Inga underarter finns listade i Catalogue of Life.